# Ognjen Jaramaz
Ognjen Jaramaz (en serbio, Огњен Јарамаз, Kruševac, 1 de septiembre de 1995) es un baloncestista serbio que pertenece a la plantilla del Saski Baskonia de la liga ACB. Con 1,93 metros de estatura, juega en la posición de base. Es el hermano pequeño del también jugador profesional Nemanja Jaramaz.

## Trayectoria deportiva
Comenzó a jugar a baloncesto en el equipo de su ciudad, el KK Napredak Kruševac, de donde pasó en 2006 a las categorías inferiores del KK Partizan. En 2012 fichó por el KK Mega Leks, donde en su primera temporada alternó apariciones en el primer equipo con el junior, siendo cedido posteriormente al Smederevo 1953, donde jugó una temporada como titular en la que promedió 18,5 puntos, 3,8 rebotes y 2,6 asistencias por partido.
Regresó al año siguiente al KK Mega Leks, donde fue ganando protagonismo. En la temporada 2016-17, actuando más de la mitas de los partidos como titular, acabó promediando 12,2 puntos y 3,5 asistencias.
Se presentó al Draft de la NBA de 2016, Disputó con ellos las ligas de verano, participando en cinco partidos, en los que promedió 2,8 puntos y 2,2 rebotes.
El 1 de julio de 2021, firma por tres temporadas por el Bayern de Múnich de la Basketball Bundesliga.
El 27 de agosto de 2024 firmó por una temporada con el Saski Baskonia de la liga ACB española.

### Selección nacional
En septiembre de 2022 disputó con el combinado absoluto serbio el EuroBasket 2022, finalizando en novena posición.